# Fabes con almejas
Fabes con almejas es un plato típico de la cocina asturiana en el que los principales ingredientes son la faba asturiana y las almejas (amasueles) ambas mezcladas en un pote. Es un plato de invención reciente (siglo XX) que se ha hecho muy popular en los pueblos de Asturias. Se trata de un plato de texturas: almejas-fabes y de olores marítimos.

## Preparación y presentación
Es un plato de dos tiempos de preparación, por un lado la cocción de las alubias que suele emplear mayor tiempo y emplea tiempo de remojo la noche anterior, y por otro las almejas que se cuecen a intervalos de minutos. Ambos se combinan en una pota de barro que se pone caliente sobre la mesa de los comensales.